# Lidia Lykova
Lidia Lykova, född 1913, död 2016, var en rysk-sovjetisk politiker (kommunist).
Hon var socialminister 1961–1967. 